# Pierre Panon Desbassayns de Richemont
Pour les autres membres de la famille, voir Famille Panon Desbassayns de Richemont.
Pierre Philippe Alexandre Panon Desbassayns de Richemont (1833-1912) est un archéologue et homme politique français.

## Biographie
Né à Paris le 29 janvier 1833 et mort dans la même ville le 11 novembre 1912, il est le fils d'Eugène Panon Desbassayns de Richemont.
Marié le 28 août 1855, à Paris 10e, avec Marie Charlotte Victoire Tissot de Mérona (1837-1926) ; sont nés de cette union :
- Marie Panon Desbassayns de Richemont (1857-1917),
- Romuald Panon Desbassayns, comte de Richemont (1860-1945), qui fut légataire universel de Henri Huvelin,
- Marie-Magdeleine Panon Desbassayns de Richemont (1862-1925).

Il découvre en 1854, avec Giovanni Battista De Rossi le tombeau de Sainte-Cécile dans les Catacombes de Rome (Italie). Il publie à ce sujet : Les nouvelles études sur les catacombes romaines : histoire, peinture, symboles Paris, 1870, 508 pp., 14 × 22 cm, avec une lettre par M. le chevalier de Rossi.
Il est élu représentant de l'Inde française à l'Assemblée nationale de 1871 à 1876, puis sénateur des établissements français de l'Inde de 1876 à 1882. Il intervient sur la loi électorale et sur la liberté de l'enseignement supérieur. Il dépose une proposition de loi sur l'enseignement secondaire des jeunes filles. Il défend la représentation coloniale malgré beaucoup d'opposition sur ce sujet.